# John Snelling Popkin
John Snelling Popkin (* 19. Juni 1771 in Boston; † 2. März 1852 in Cambridge) war ein US-amerikanischer Klassischer Philologe.

## Leben
Seine Vorfahren waren walisischer Herkunft und kamen über Irland nach Amerika. Er war ein Sohn des Zollinspektors John Popkin († 1827), der als Lieutenant-Colonel in der Kontinentalarmee gedient hatte, und dessen Frau Rebecca Snelling Popkin. Seine erste Bildung erhielt John Snelling Popkin bei dem Pastor der Congregational Church in Malden. Danach besuchte er die Lateinschule in Boston. 1788 begann er ein Studium am Harvard College, das er 1792 als Jahrgangsbester mit dem A.B. abschloss. Er unterrichtete in Woburn und Cambridge und war danach von 1795 bis 1798 als Griechisch-Tutor in Harvard tätig.
Nach Studien der Theologie wurde Popkin 1798 von der Boston Association als Prediger zugelassen und war von 1799 bis 1802 ordinierter Pastor der Federal Street Church in Boston. Von 1804 bis 1815 predigte er in der First Parish Church in Newbury. Er gehörte zunächst der Unitarian Church an, wechselte dann zur „Orthodox Congregational Society“ und anschließend zur Episkopalkirche.
1808 wurde Popkin Mitglied der American Academy of Arts and Sciences. 1815 erhielt er den Doctor of Divinity in Harvard und lehrte anschließend als College-Professor für Griechisch in Cambridge. 1826 trat er die Nachfolge von Edward Everett an, der ins US-Repräsentantenhaus gewählt worden war, und wurde zweiter Eliot Professor of Greek Literature an der Harvard University. 1833 ging er in den Ruhestand. Popkin blieb unverheiratet und lebte bis zu seinem Tod 1852 in Cambridge. Er starb an den Folgen einer Herzerkrankung.

## Schriften (Auswahl)
- A Grammar of the Greek language, with an appendix. Originally composed for the College-School at Gloucester and now republished with additions. Cambridge 1828, OCLC 9864628.
- Three lectures on liberal education. Cambridge 1836, OCLC 37117994.
- A Memorial of the Rev. John Snelling Popkin, D.D. Cambridge 1852.